# كارولين هيرنغ
كارولين هيرنغ (بالإنجليزية: Caroline Herring)‏ هي مغنية وكاتبة غنائية أمريكية، ولدت في 10 ديسمبر 1969 في كانتون في الولايات المتحدة.

## وصلات خارجية
- الموقع الرسمي
- كارولين هيرنغ على موقع ميوزك برينز (الإنجليزية)
- كارولين هيرنغ على موقع أول ميوزيك (الإنجليزية)
- كارولين هيرنغ على موقع ديسكوغز (الإنجليزية)